# Kamé Sennin
Kamé Sennin (亀仙人, Kame-Sen'nin, "Ermite-tortue"), également connu sous le nom de Tortue Géniale, Muten Roshi (武天老師, Muten-Rōshi), et sous le pseudonyme de Jackie Chun (ジャッキー･チュン, Jakkī Chun), est un personnage de fiction créé par Akira Toriyama dans le manga Dragon Ball en 1984. Il apparaît pour la première fois le 11 décembre 1984 dans le Weekly Shōnen Jump.
Dans le film en prise de vues réelles Dragonball Evolution (2009), il est interprété par l'acteur chinois Chow Yun-fat.

## Biographie fictive

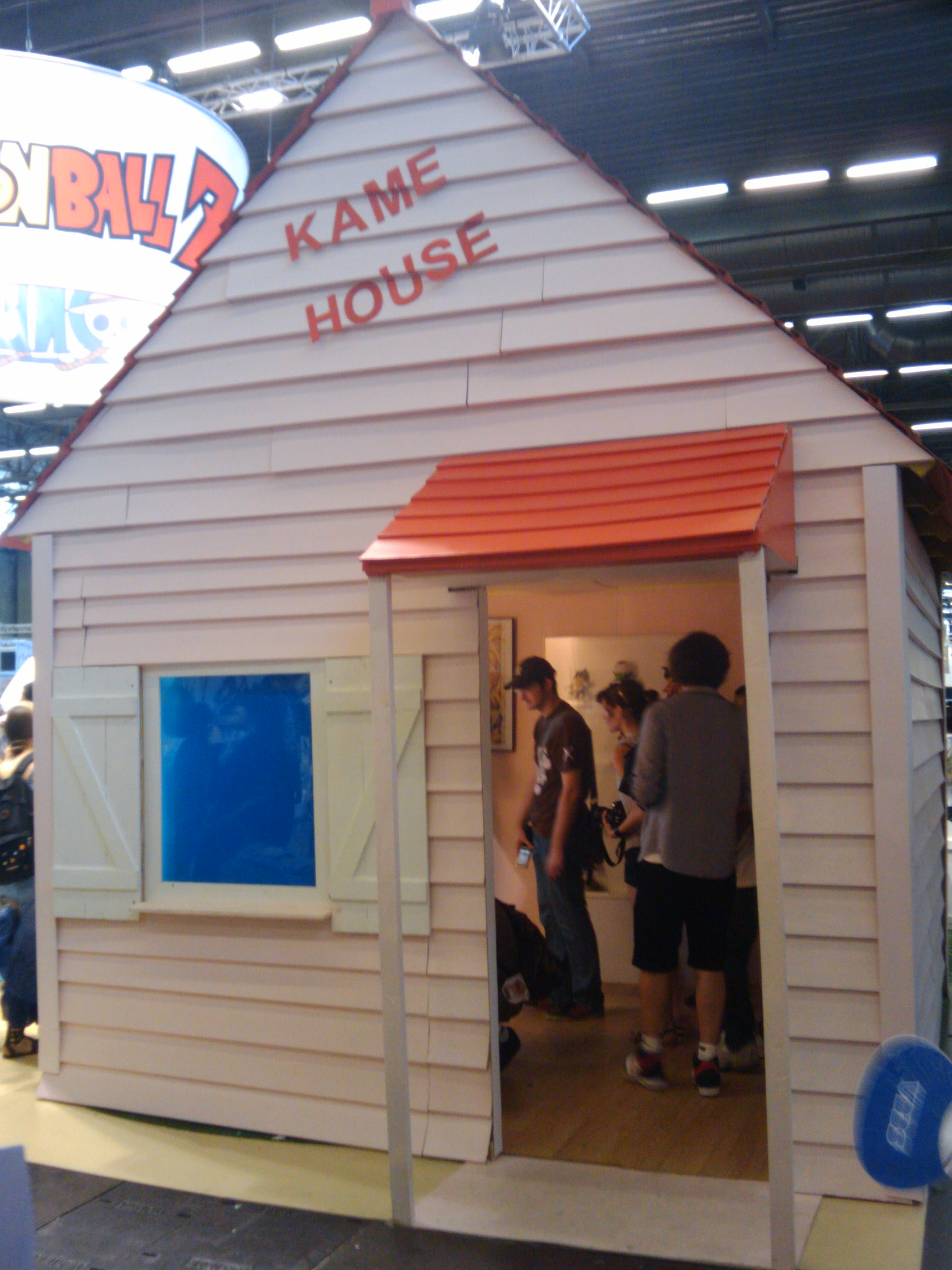
Reconstitution de la Kamé House à la Japan Expo 2010, en Île-de-France.

Il est l'un des plus grands maîtres des arts martiaux humain de l'univers de Dragon Ball, né en 430, frère de Baba la voyante, mesure 165 cm pour 44 kg et habite sur une minuscule île, dans une maison appelée Kamé House (« maison de la Tortue »).
Dans sa jeunesse, Kamé Sennin fut l'élève, aux côtés de Tsuru Sennin, du grand maître Mutaito, et assista à l'emprisonnement du démon Piccolo par ce dernier. À la suite de la mort de son maître, Kamé Sennin et Tsuru Sennin se séparent et développent leurs propres styles de combat, et donc fondent respectivement leurs propres écoles, ceci aggravant leurs rivalités déjà bien en place. Kamé Sennin connaît de nombreuses aventures et met au point de multiples techniques avant de devenir un grand maître, dont la plus fameuse reste le Kamé Hamé Ha. Il escalade entre autres la tour Karin, et est l'une des rares personnes à parvenir à réussir l'entraînement de maître Karin, et ce en trois ans. Il accomplit également l'exploit d’acquérir l'immortalité en buvant une eau sacrée censée venir de Dieu lui-même [Interprétation personnelle ?]: Kamé Sennin continue à vieillir et peut toujours être tué, mais il ne peut plus mourir de vieillesse à compter de ce jour, ce qui lui permet de traverser les siècles. Kamé Sennin finit par devenir un grand maître des arts martiaux, s'installe sur son île, et prend sous sa tutelle deux élèves prometteurs : Son Gohan et Gyumao. Une fois ces deux derniers formés, il reste à vivre seul et sans apprentis durant de nombreuses années jusqu'à ce qu'il propose à Son Goku (un enfant adopté par Son Gohan) de devenir son élève.
Il fait la rencontre de ce dernier et de Bulma au tout début de l'histoire, lorsque ceux-ci sauvent sa tortue marine qui s'était perdue sur le continent. Il fait cadeau du Kinto-un (nuage magique) à Goku en remerciement. Celui-ci avait également découvert au fond de la mer le Dragon Ball à trois étoiles, et le portait depuis autour du cou tel un colifichet. Il l'offrira à Bulma pour la remercier de bien avoir voulu lui montrer sa culotte. Ce vieillard est en effet assez pervers et obsédé par les jolies jeunes filles, passant la plupart de son temps à regarder les émissions de fitness à la télévision ou à lire des magazines érotiques (de ce fait il se ridiculisera en voulant montrer comment fonctionne le Kinto-un et passera à travers car il faut avoir le cœur pur pour pouvoir monter dessus).
Son Goku retournera le voir quelques jours plus tard afin de lui demander de prêter l'Éventail Magique, un objet capable de déclencher des tempêtes que Gyumao recherche afin d'éteindre le feu démoniaque qui consume le Mont Fry Pan. Kamé Sennin sera alors dépité de se rendre compte qu'il ne s'était servi de cet objet que comme un dessous-de-plat qu'il a fini par jeter à la poubelle quelque temps plus tôt. Pour se racheter, il se rend avec Son Goku au Mont Fry Pan et propose alors d'éteindre par lui-même les flammes. Après avoir réprimandé Gyumao pour son attitude inqualifiable (à savoir avoir abusé de sa force pour tuer plusieurs personnes qui souhaitaient s'emparer de son trésor), Kamé Sennin fera la démonstration d'un Kamé Hamé Ha à pleine puissance qui non seulement éteindra les flammes mais balaiera en même temps la montagne tout entière. Son Goku, alors très bouleversé par la puissance de la technique qu'il a vue à l'œuvre, essaiera aussitôt de la reproduire, ce qu'il parviendra à accomplir quelques minutes plus tard (en puissance bien moindre). Kamé Sennin sera alors très impressionné par les capacités du jeune garçon, et apprendra alors qu'il s'agit de l'enfant adoptif de son ancien élève Son Gohan. C'est alors qu'il lui proposera de devenir son nouvel élève, ce que Son Goku accepte sous condition qu'il achève en premier lieu la quête des Dragon Ball qu'il a entamée quelques jours plus tôt avec Bulma.
Plus tard, Son Goku retourne sur son île afin de lui demander de l'entraîner. Le jeune garçon est ensuite rejoint par Krilin, et après avoir évalué les deux enfants, Kamé Sennin entreprend alors de les entraîner tous deux en vue du prochain Tenkaichi Budokai. La méthode de Kamé Sennin est essentiellement fondée sur des exercices simples et répétés, accomplis avec de lourdes carapaces de tortue sur le dos, afin d'accroître considérablement la condition physique de ses élèves. C'est ainsi qu'à l'issue de leur entraînement, pratiquement un an plus tard, Son Goku et Krilin se rendent compte, en retirant les carapaces qu'ils ont gardées nuit et jour sur le dos, à quel point leur force et leur vitesse ont été décuplées grâce à cet entraînement.
C'est également durant cet entraînement que la jeune fille mystérieuse nommée Lunch sera amenée à vivre chez Kamé Sennin. Kamé Sennin l'a voulue dans l'espoir pervers de pouvoir profiter d'elle sexuellement mais il n'y parviendra jamais, en particulier du fait que cette dernière devient incontrôlable une fois qu'elle éternue.

### 21eTenkaichi Budokai
Lors du 21e Tenkaichi Budokai, auquel participent Son Goku et Krilin, ainsi que Yamcha, Kamé Sennin décide de s'inscrire sous une fausse identité afin d'empêcher ses disciples de remporter leur tout premier tournoi, ce qui risquerait de les rendre trop sûrs d'eux vu leur très jeune âge. Il prend ainsi l'apparence de Jackie Chun.
Jackie Chun se qualifie facilement pour la phase finale de ce tournoi. Il est opposé à Yamcha en quart de finale, et ce dernier, malgré ses grandes facultés techniques, est facilement vaincu par l'expérience de Jackie Chun. Yamcha sera alors persuadé que son adversaire n'était autre que Kamé Sennin, mais grâce à une ruse de ce dernier, il finira par penser qu'il avait tort.
Jackie Chun doit ensuite affronter Krilin lors des demi-finales. Malgré son âge avancé, c'est encore un redoutable combattant. Krilin se montre très courageux mais il ne peut rien face à la vitesse et à la force de son adversaire, et est battu.
Jackie Chun, après avoir utilisé ses pouvoirs psychiques, devinera les intentions de la participation de Nam au tournoi, et après la défaite de ce dernier en demi finale contre Son Goku, lui fournira une capsule lui permettant de rapporter avec lui toute l'eau dont il a besoin pour son village connaissant la sécheresse.
Son Goku, qui lui s'est qualifié pour la finale du tournoi, y retrouve Jackie Chun. Le combat, acharné, est extrêmement serré et plein de rebondissements. Goku se montre aussi puissant que son maître et les deux adversaires utilisent leurs meilleures techniques de combat. Le combat se prolongeant, la nuit tombe, et la pleine lune apparaît, ce qui a pour conséquence de transformer Son Goku en singe géant alors qu'il était sur le point de perdre le combat. Jackie Chun, face à un tel monstre, est contraint de lancer un Kamé Hamé Ha sur la lune afin de faire exploser celle-ci et ainsi annuler la transformation de Goku.
Ni Son Goku ni Jackie Chun ne s'avouent alors vaincu. Les deux adversaires utilisent leurs dernières ressources dans le combat, et finissent par s'asséner mutuellement un coup qui les met K.O. tous les deux. Le premier des deux à se relever et à dire « C'est moi le vainqueur ! » est déclaré vainqueur par l'arbitre, et c'est Jackie Chun qui parvient finalement à se relever et à dire la phrase. Kamé Sennin est donc déclaré vainqueur de ce tournoi sous une fausse identité.

### Seconde quête des Dragon Balls: l'armée du Ruban Rouge
À la suite du Tenkaichi Budokai, Son Goku se lance dans sa seconde quête des Dragon Balls afin de retrouver la boule à quatre étoiles de son grand-père adoptif. À la suite de multiples périples, un escadron de l'armée du Ruban Rouge sera amené à envahir l'île de Kamé Sennin. Ces soldats cherchent à mettre la main sur les deux Dragon Balls que Son Goku a récupérées au cours de sa quête et qu'il a déposées chez son maître le temps d'aller avec Bulma et Krilin en récupérer une autre détectée sous la mer au large de l'île en question. L'escadron en entier sera éliminé à mains nues par le vieux maître qui n'aura même pas à fournir le moindre effort pour s'en débarrasser.
Entre-temps, Son Goku et ses amis rentrent sur l'île après avoir récupéré le Dragon Ball et au passage avoir participé à l'élimination d'un second escadron de l'Armée du Ruban Rouge à leur poursuite. Néanmoins, le Lieutenant Blue, seul rescapé de la brigade de l'armée du Ruban Rouge chargée de trouver le Dragon Ball de cette région, accostera l'île à la nage et utilisera ses pouvoirs télékinésiques pour immobiliser tous ses occupants. Kamé Sennin et ses deux élèves, malgré leur très haut niveau de puissance sont incapables de se démettre de l'emprise de son pouvoir. Le Lieutenant Blue laisse sur place une bombe qui est censée exploser quelques secondes après son départ de l'île et la vaporiser en entier. Ils ne seront sauvés que grâce à l'intervention inespérée de Lunch qui, de retour sur l'île peu de temps avant l'explosion, libérera San Goku, lui permettant de projeter la bombe au loin. Son Goku repart alors en quête des Dragon Balls et après bien d'autres péripéties, sera amené à vouloir en fin de compte invoquer une nouvelle fois Shenron afin de ressusciter Bola, le père de Upa, un garçon dont il s'est pris d'amitié. Il lance alors un assaut direct contre le QG de l'Armée du Ruban Rouge qui détient deux des Dragon Balls. Kamé Sennin, aux côtés de Yamcha, Krilin, Lunch, Bulma, Oolong et Puerh décident d'aller lui prêter assistance au cours de l'attaque. Mais alors qu'ils arrivent aux abords du QG, ils retrouvent San Goku victorieux qui leur annonce avoir anéanti à lui seul l'intégralité de l'Armée du Ruban Rouge. Kamé Sennin est très impressionné, lui-même ne se croyant pas capable d'avoir pu à lui seul accomplir un tel exploit. Il est encore plus abasourdi lorsqu'il apprend en plus que son élève durant ces péripéties a accompli l'épreuve de maître Karin en trois jours, là où lui a dû mettre trois années avant d'y parvenir.
Son Goku est alors en possession de six des Dragon Balls, mais le dernier reste néanmoins indétectable par le radar, et poussera Goku, assisté de Krilin, Yamcha, Puerh et Upa à participer aux combats de Baba la voyante afin qu'elle leur révèle gratuitement sa position. Kamé Sennin sera amené à assister aux combats qu'y mèneront Yamcha (il aidera même involontairement celui-ci à remporter l'un d'entre eux) et Son Goku. Celui-ci sera fortement impressionné par les deux combattants, en particulier Goku lors de son affrontement final contre le fantôme de grand-père Son Gohan. Suspectant Goku d'avoir dépassé son niveau lors de son entraînement à la tour Karin quelques jours plus tôt, Kamé Sennin lui annoncera alors qu'il n'a plus rien à apprendre en s'entraînant chez lui, et l'incitera donc à s'entraîner tout seul, en parcourant le monde exclusivement à pied en continu durant trois années afin d'être entièrement renforcé pour le prochain Tenkaichi Budokai. Dans le même temps, Kamé Sennin suivra un entraînement en secret afin de quelque peu rehausser son niveau face à celui de Goku. Dans le même temps, il poursuit trois ans durant l'entraînement de Krilin et accepte de même de prendre Yamcha en formation, convaincu qu'il fut par le potentiel de ce dernier, révélé par ses combats menés au Tenkaichi Budokai et au palais de Baba.

### 22eTenkaichi Budokai

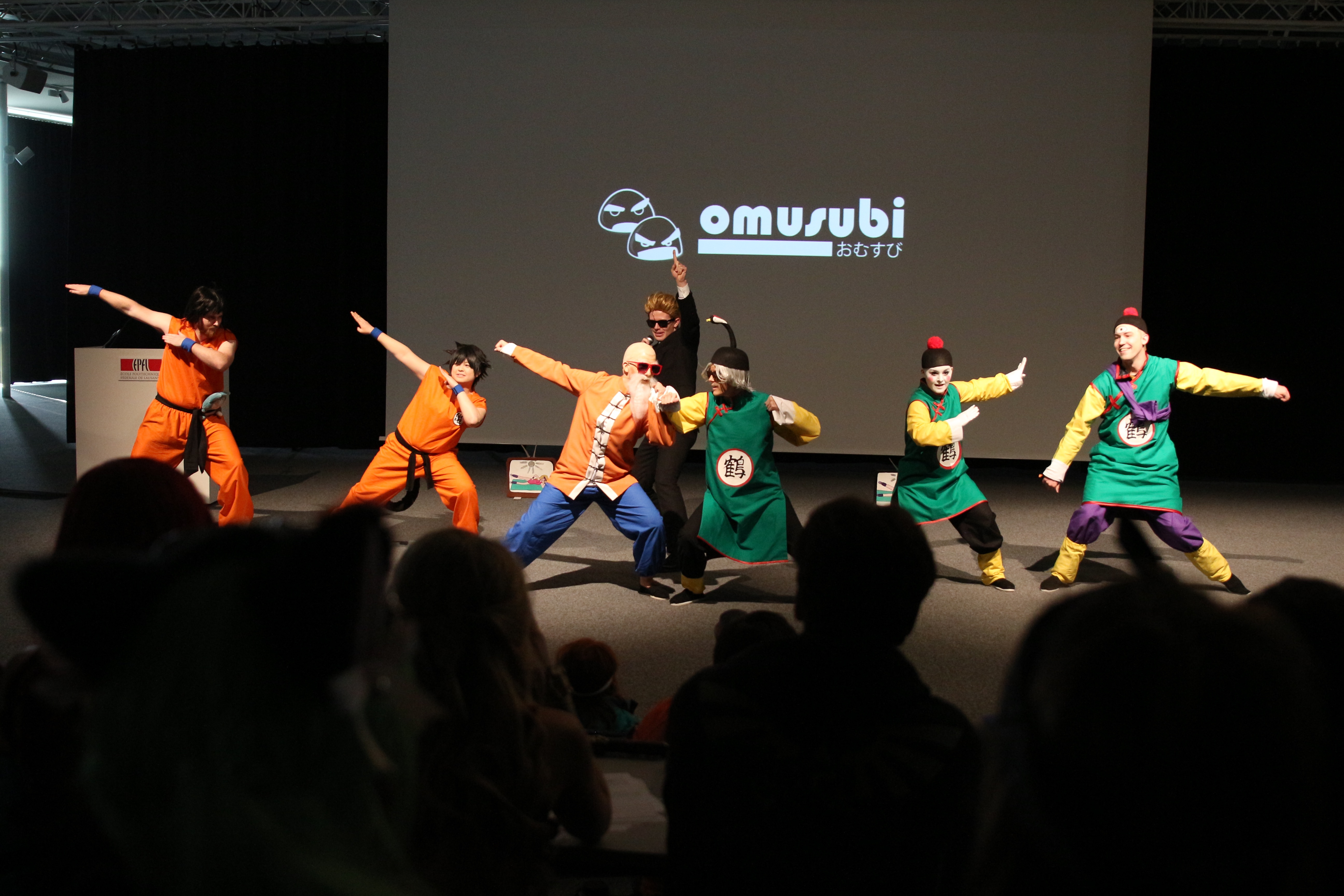
Spectacle à la Japan Impact 2015 (Suisse), où des cosplayeurs miment un affrontement entre les combattants de l'école de la Tortue (Yamcha, San Goku et Kamé Sennin) et ceux de l'école de la Grue (Tsuru Sennin, Chaozu et Ten Shin Han).

Trois ans plus tard, lors du tournoi suivant, Kamé Sennin s'inscrit à nouveau sous l'apparence de Jackie Chun, dans l'idée une nouvelle fois de mettre à l'épreuve ses élèves face à un combattant imaginaire les surpassant et les poussant à perpétuellement s'améliorer pour le battre. Ce sera néanmoins la dernière tentative de la sorte de Kamé Sennin, tant ses élèves vont se montrer brillants, voire le surclasser dans le cas de Son Goku.
En quart de finale, il affronte un loup-garou qui lui en veut d'avoir détruit la lune lors du précédent tournoi, car depuis il ne peut plus reprendre son apparence humaine. Mais après que le loup-garou se voit disqualifié pour avoir utilisé un couteau durant le combat, Jackie Chun trouve une solution  : il utilise le crâne de Krilin (qui est chauve), pour reproduire les mêmes effets que la pleine lune, et c'est ainsi que le loup-garou reprend son apparence humaine.
En demi-finale, Jackie Chun est opposé à Ten Shin Han. Ce dernier est doté d'une force incroyable, et durant le combat Tsuru Sennin, le maître de Ten Shin Han qui assiste à l'affrontement, découvre la véritable identité de Jackie Chun. Face au très haut potentiel de son adversaire, Kamé Sennin décide finalement d'abandonner le combat, considérant que son rôle s'arrête ici et que Ten Shin Han sera un adversaire redoutable pour Son Goku en finale.
Le personnage de Jackie Chun fait ici sa dernière apparition dans le manga, et il semble que les élèves de Kamé Sennin ne seront jamais au courant de sa véritable identité. Hormis Nam, Tsuru Sennin, Chaozu et Ten Shin Han, personne n'en saura d'ailleurs jamais rien.
Le rôle de Kamé Sennin lors de ce tournoi n'est néanmoins pas terminé. Ten Shin Han, furieux de l'abandon de ce dernier alors qu'il souhaitait écraser le maître de son école rivale, va le voir en coulisse et lui demande pourquoi il a commis un acte si peu honorable. Kamé Sennin lui révèle alors ses intentions et lui explique que la voie suivie auprès de Tsuru Sennin est sans issue. Ten Shin Han commencera alors à douter des méthodes de son maître et refusera catégoriquement toute aide de la part de Chaozu durant son combat contre Son Goku. Tsuru Sennin considérera le refus de cette assistance comme un acte de trahison de son élève à son égard, et se précipitera sur Chaozu pour le tuer. Kamé Sennin, qui lui aussi assiste à la finale, produit alors un Kamé Hamé Ha afin de propulser le maître de l'école des Grues hors du ring, afin qu'une véritable finale loyale ait réellement lieu, finale qui sera remportée de peu par Ten Shin Han.

### Le retour du démon Piccolo
Après le retour du démon Piccolo, on découvre le passé de Kamé Sennin (qui est en fait âgé de plusieurs centaines d'années). Élève de Mutaito et condisciple de Tsuru Sennin, il avait aidé son maître à emprisonner le démon Piccolo dans un autocuiseur, avec la technique du Mafuba, lorsque celui-ci semait la terreur plusieurs siècles auparavant. Krilin est l'une des premières victimes à périr de la main d'un démon issu de Piccolo, son corps ayant été retrouvé à la fin du 22e Tenkaishi Budokai. Kamé Sennin sera incapable de contenir la fureur de son élève Son Goku qui se précipitera pour le venger. Comme Son Goku ne revient pas, Kamé Sennin en conclura que le jeune garçon a lui aussi a été tué, et qu'il n'y a plus d'espoir. Le vieux maître se rapproche alors plus près de Chaozu et de Ten Shin Han, les deux ex-élèves du maître déchu, Tsuru Sennin, étant les deux seuls combattants en mesure d'agir a ses côtés (Yamcha a eu la jambe fracturée lors du tournoi et reste indisponible). Il leur révèle alors le passé de Piccolo et comment il fut emprisonné par la technique du Mafuba que seul Mutaito connaissait, et qui épuise jusqu'à la mort celui qui l'utilise. Ten Shin Han suspecte néanmoins le vieux maître de ne pas leur dire toute la vérité, et pense qu'en réalité Kamé Sennin a appris à se servir du Mafuba depuis.
Les trois combattants se mettent alors en quête des Dragon Balls afin d'invoquer Shenron pour qu'il anéantisse Piccolo. À eux trois, ils parviennent à en retrouver 5 sur les 7, mais se rendent compte que Piccolo lui aussi est à leur recherche, et qu'il possède les deux restantes. Kamé Sennin met alors au point un plan visant à leurrer Piccolo en l'attirant au sol pour chercher les Dragon Balls, tandis que Chaozu ira chercher au bord de son vaisseau les deux derniers manquants. Mais Piccolo ne tombera pas dans le piège du vieux maître et avalera les deux Dragon Balls en sa possession afin que nul ne les dérobe, tandis qu'il se rend au sol pour confronter Mutenroshi. Conscient que tout espoir d'utiliser les Dragon Balls contre Piccolo est désormais vain, Kamé Sennin met au point un plan désespéré : il assomme Ten Shin Han afin que celui-ci ne participe pas au combat et survive (car Mutenroshi croyant Son Goku mort, Ten Shin Han est pour celui-ci le combattant le plus apte encore en vie pour devenir le seul espoir de l'humanité face à Piccolo). Il se révèle alors face à Piccolo et tente à nouveau de l'emprisonner à l'aide du Mafuba, mais il échoue de peu, et meurt, vidé de son énergie vitale. Ten Shin Han parviendra néanmoins à émerger peu de temps auparavant pour apercevoir la technique mise à l'œuvre, et tentera ainsi de la reproduire par la suite.
Une fois mort, le corps de Kamé Sennin sera placé dans un cercueil le conservant de la putréfaction tout comme Krilin et Chaozu. Mais le démon Piccolo finira par être tué par Son Goku, et à la suite de ceci, toutes ces victimes récentes et celles de ses démons sont ressuscitées grâce aux Dragon Balls. Celles-ci incluent Mutenroshi lui-même ainsi que Chaozu et Krilin.

### Vie à la Kamé House
Par la suite, Kamé Sennin renonce à entraîner de nouveaux humains. Il se sépare juste après la défaite du démon Piccolo de ses deux élèves Krilin et Yamcha qu'il incite, comme Ten Shin Han et Chaozu, à suivre le même entraînement que Son Goku a suivi autour du monde ces trois dernières années, s'ils souhaitent réellement progresser et ne pas trop se faire surpasser par ce dernier qui désormais est l'élève du Tout-Puissant. Kamé Sennin s'efface ensuite de l'histoire de Dragon Ball, pour devenir un personnage très secondaire, restant essentiellement sur son île, totalement dépassé par la puissance exponentielle de Son Goku et ses amis. Ces trois derniers élèves, néanmoins, lui feront l'honneur de continuer à porter au combat ses couleurs, même après avoir été relevés de leur statut de disciple.
Lunch s'étant éprise de Ten Shin Han, elle quittera Kamé House après sept années de cohabitation tumultueuse avec le vieil homme et sa tortue marine, pour aller vivre aux côtés de l'homme qu'elle aime. Kamé Sennin ne sera jamais parvenu à profiter d'elle, bien qu'il ait essayé plus d'une fois.
Krilin lui, n'ayant pas de famille, retournera vivre chez son vieux maître une fois le 23e Tenkaichi Budokai achevé. Lorsqu'il épousera C-18, elle aussi viendra vivre à ses côtés à la Kamé House et Marron, la fille qui naîtra de leur union grandira dans cette maison au côté de Muten Roshi.

### Après Boo
Si Kamé Sennin n'a pas pu participer aux guerres contre Cell et Boo du fait que sa force était insuffisante, la série Dragon Ball Super lui permet de revenir sur le devant de la scène ; le vieil homme semble avoir repris l’entraînement et réduit considérablement l'écart de force entre lui et ses anciens élèves. Aussi, lorsque l'empereur Freezer est ressuscité par ses derniers fidèles avec les Dragon Balls, Kamé Sennin affronte l'armée du tyran avec Son Gohan, Piccolo, Krilin et Ten Shin Han et élimine à lui seul des dizaines de soldats de Freezer, ce qu'il aurait été incapable de faire autrefois.
De plus, du fait qu'il a considérablement rattrapé son retard sur les autres, il est choisi pour faire partie des dix combattants chargés de défendre la Terre lors du Tournoi du Pouvoir organisé par les Dieux. Au cours de ce tournoi, quatre-vingt guerriers (dix pour chacun des huit univers participants) doivent s'affronter en même temps sur l'immense arène. Plus aguerri et moins fonceur que ses partenaires, Kamé Sennin se cache parmi les décombres de la bataille et observe patiemment tous les combattants pour connaître leur techniques et repérer ceux qu'il peut battre. Ainsi, Kamé Sennin terrasse trois adversaires redoutables (dont une grâce au mafūba). Malheureusement, ces trois combats d'affilée et l'utilisation du mafūba l'ont grandement affaibli et se retrouve incapable de se défendre lorsque Frost de l'univers 6 l'attaque sournoisement. Kamé Sennin tente une dernière fois le mafūba, mais Frost, qui l'a vu faire, dévie l'attaque sur Vegeta qui se retrouve enfermé dans un flacon. Frost veut jeter le flacon dans le vide pour éliminer Vegeta mais Kamé Sennin, jetant ses dernières forces dans la bataille, parvient à casser le flacon, libérant ainsi Vegeta. Frost fuit et le vieil homme, ayant complètement épuisé ses réserves d'énergie, sur le conseil de Vegeta, est obligé d'abandonner le tournoi pour aller prendre un senzū et éviter la mort par épuisement. Il sera félicité par Beerus et se contentera d'encourager ses camarades depuis les gradins.

## Description

### À propos du nom
Kamé signifie Tortue et Sennin (仙人 (), du chinois 仙人, xiānrén)  signifie immortel ou sage et vient du taoïsme, celui-ci ayant fusionné avec le bouddhisme chan en Chine (connu sous le nom zen au Japon), Dragonball s'inspirant en grande partie du roman bouddhique La Pérégrination vers l'Ouest. Il s'agit d'un jeu de mots basé sur le personnage légendaire japonais Kume Sennin (久米仙人), un ermite qui avait réussi à suffisamment purifier son âme pour flotter sur les nuages. Mais selon la légende, l'ermite aperçut la nudité d'une femme qui lavait ses vêtements, en conçut des pensées impures, et tomba de son nuage. Ainsi, le personnage originel a les mêmes faiblesses que Tortue Géniale. Cette légende est notamment contée dans le Konjaku monogatari shū (今昔物語集), un recueil de paraboles bouddhistes du XIIe siècle, et dans le Tsurezuregusa (徒然草), recueil de pensées du moine Yoshida Kenko (1283–1352).
Muten-Rōshi est composé de 2 mots :
- Muten 武天 est la contraction du terme chinois 武術天才, wǔshù tiāncái) voulant dire Génie des Arts Martiaux.
- Rōshi (du chinois 老師, lǎoshī) est simplement le mot chinois pour dire maître au sens de professeur. En japonais courant, le terme utilisé est plus souvent sensei (du chinois 先生, xiānshēng signifiant à la fois maître et monsieur)

### Famille

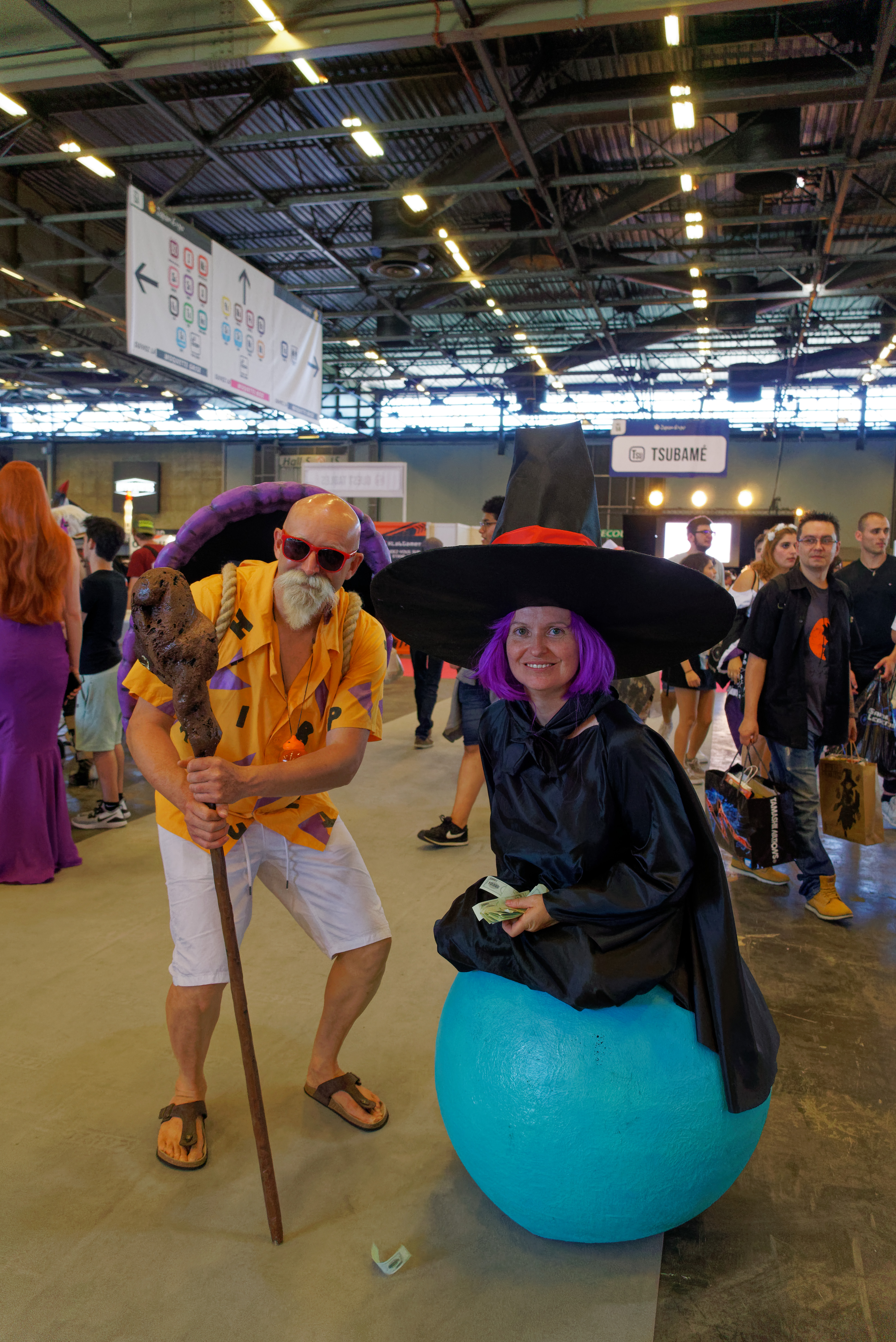
Cosplays de Kamé Sennin et de Baba la voyante à la Japan Expo 2019.

Il a comme sœur Baba la voyante.

### Puissance
- Au 22e Tenkaichi Budokai : 139[1]
- Après Raditz : 139 [3],[4],[5]

### Techniques
- Technique sans nom qui permet d'obtenir une musculature impressionnante pendant quelques secondes, il l'utilise pour le Kamé Hamé Ha
- Technique sans nom qui permet de lire les souvenirs d'une personne en se connectant à son esprit grâce au ki, il l'utilise lors du 21e Tenkaichi Budokai pour savoir pourquoi Nam est si sérieux.
- Bankoku Bikkuri Sho
- Kamé Hamé Ha
- Mafuba
- Transposition
- Yoïko min-min ken

### Disciples

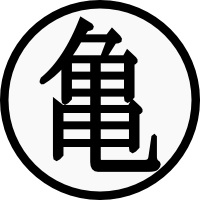
Emblème présent sur les tuniques que portent les disciples de Kamé Sennin.

Kamé Sennin est vraisemblablement le plus grand maître humain en arts martiaux au début de la série Dragon Ball. Il n'est pas précisé combien d'élèves celui-ci a formé au cours de sa longue vie (plus de 400 ans), mais les derniers à l'avoir été sont particulièrement bien connus dans l'histoire. Ces trois derniers élèves en particulier, prendront l'habitude de porter la tenue de son école (un uniforme orange portant le sigle de la tortue au niveau du dos et du cœur) lorsqu'ils partent au combat, et ce, même des années après avoir achevé et dépassé leur formation chez Kamé Sennin.
Les élèves connus qu'il a formés sont, dans l'ordre chronologique :
- Son Gohan : bien des années avant le début de la série Dragon Ball.
- Gyumao : il sera formé en même temps que Son Gohan.
- Son Goku : il commence sa formation chez Kamé Sennin après avoir achevé la première quête des Dragon Balls à 11 ans.
- Krilin : commence son entrainement en même temps que Son Goku à 12 ans. Les deux deviendront d'excellents amis.
- Yamcha : sera pris comme élève par Kamé Sennin après que Son Goku a achevé la seconde quête des Dragon Balls.

Parmi tous ces élèves, les trois derniers dépasseront considérablement le niveau de leur maître au fur et à mesure que leurs aventures avanceront. Il n'est pas certain qu'avant de mourir, Son Gohan ait dépassé le niveau de Kamé Sennin, bien que ce soit fort probable lorsqu'on voit l'aisance avec laquelle il combat en 750 dans le palais de Baba la voyante un Son Goku tout juste fortifié de son entrainement avec Maître Karin et sa victoire face à Tao Pai Pai. Kamé Sennin avait eu beaucoup plus de mal à vaincre ce même Son Goku, quelques jours plus tôt, lors de la finale du 21e Tenkaichi Budokai, alors que ce dernier n'avait pas encore toute la puissance qu'il a obtenue lors de l'épisode de la Tour Karin. Kamé Sennin s’entraînera néanmoins en secret pour le 22e Tenkaichi Budokai, et rehaussera son niveau, si bien qu'il est difficile de dire si cet ancien disciple a réellement dépassé son maître.
L'entrainement dispensé par Kamé Sennin est en réalité très minimaliste bien que très difficile et fortifiant. Les élèves ne sont choisis par ce dernier que s'ils disposent d'une volonté de fer, de solides bases en arts martiaux, et ne sont pas motivés par la haine. L'entrainement qui débute alors ne consiste qu'en une série d'épreuves d'endurance, de vitesse, de réflexe et de force répétées jours après jours tout en étant lestés d'une carapace pesant leur poids. Après de nombreux mois d'entrainement, les élèves renforcent ainsi considérablement toutes leurs capacités travaillées. Ce type d'entraînement est assez récurrent dans la série Dragon Ball, puisqu'il s'agit plus ou moins du même type d'épreuves employées - en plus poussées - à la fois par Maître Karin, le Tout-Puissant, Maître Kaio, ou l'entrainement en gravité augmenté du vaisseau spatial de la Capsule Corporation.
Kamé Sennin n'enseigne pas à priori ses techniques à ces élèves, mais il n'empêche pas ces derniers de les apprendre par eux-mêmes en l’imitant et en l'observant. C'est ainsi que nombre d'entre eux savent maîtriser par exemple la technique de la transposition. Il est à noter néanmoins que parmi les élèves connus de Kamé Sennin, tous sont parvenus à maîtriser la technique du Kamé Hamé Ha à l'exception de Gyumao, le moins doué des élèves de Kamé Sennin.

## Œuvres où le personnage apparaît

### Manga
- 1984 : Dragon Ball

### Séries
- 1986 : Dragon Ball
- 1989 : Dragon Ball Z
- 1996 : Dragon Ball GT
- 2009 : Dragon Ball Z Kai
- 2015 : Dragon Ball Super

### Films
- 1986 : Dragon Ball : La Légende de Shenron
- 1987 : Dragon Ball : Le Château du démon
- 1988 : Dragon Ball : L’Aventure mystique
- 1989 : Dragon Ball Z : À la poursuite de Garlic
- 1990 : Dragon Ball Z : Le Robot des glaces
- 1990 : Dragon Ball Z : Le Combat fratricide
- 1991 : Dragon Ball Z : La Menace de Namek
- 1991 : Dragon Ball Z : La Revanche de Cooler
- 1992 : Dragon Ball Z : Cent mille guerriers de métal
- 1992 : Dragon Ball Z : L'Offensive des cyborgs
- 1993 : Dragon Ball Z : Broly le super guerrier
- 1993 : Dragon Ball Z : Les Mercenaires de l’espace
- 1995 : Dragon Ball Z : L’Attaque du dragon
- 1996 : Dragon Ball : L’Armée du Ruban Rouge
- 2013 : Dragon Ball Z: Battle of Gods
- 2015 : Dragon Ball Z : La Résurrection de ‘F’

### OAV
- 1988 : Dragon Ball : Goku et la sécurité routière
- 1988 : Dragon Ball : Goku le pompier
- 1992 : Dragon Ball Z : Réunissez-vous ! Le Monde de Gokû
- 2008 : Dragon Ball : Salut ! Son Gokû et ses amis sont de retour !!

### Téléfilm
- 1993 : Dragon Ball Z : L’Histoire de Trunks

### Films live
- 1991 : Dragon Ball, le film : La Légende des sept boules de cristal
- 2009 : Dragonball Evolution

### Jeux vidéo
- 1995 : Dragon Ball Z: Ultimate Battle 22 (PlayStation, Bandai)
- 1995 : Dragon Ball Z: Shin Butōden (Saturn, Bandai)
- 2005 : Dragon Ball Z: Budokai Tenkaichi (PlayStation 2, Spike)
- 2006 : Dragon Ball Z: Budokai Tenkaichi 2 (PlayStation 2, Nintendo Wii, Bandai, Spike)
- 2006 : Dragon Ball Z: Budokai Tenkaichi 3 (PlayStation 2, Nintendo Wii, Namco Bandai Games, Spike)
- 2018 : Dragon Ball FighterZ (PlayStation 4, Xbox One, Microsoft Windows, Nintendo Switch)